# 杜佳
杜佳（1993年5月1日—），是一名中国足球运动员，现效力中超球队上海海港。

## 俱乐部生涯
2014年，杜佳进入中国足球超级联赛球队天津泰达一线队。2015赛季，天津泰达进行球员新老交替，杜佳取代球队原来的主力门将宗垒。2015年3月8日，他在联赛首轮天津泰达1比3不敌河南建业的比赛首发出场，上演职业生涯首秀。